# Piękna katastrofa (film)
Piękna katastrofa (ang. Beautiful Disaster) – amerykański romans filmowy z 2023 roku w reżyserii Rogera Kumble’a. Za scenariusz odpowiadali Kumble oraz pisarka Jamie McGuire. Powstał on na podstawie jej powieści new adult pod tym samym tytułem z 2011 roku. Zdjęcia kręcono w Sofii. Film zarobił w kinach ponad 6,8 milionów $.

## Obsada
- Dylan Sprouse jako Travis Maddox
- Virginia Gardner jako Abby Abernathy
- Autumn Reeser jako Professor Felder
- Libe Barer jako America Mason
- Michael Cudlitz jako Jim Maddox
- Brian Austin Green jako Mick Abernathy
- Austin North jako Shepley Maddox
- Rob Estes jako Benny
- Samuel Larsen jako Jesse Viveros
- Jack Hesketh jako Trenton Maddox
- Trevor Van Uden jako Thomas Maddox
- Micky Dartford jako Tyler Maddox
- Akshay Kumar jako Adam
- Neil Bishop jako Parker Hayes
- Declan Michael Laird jako Taylor Maddox